# Liste der Bodendenkmäler in Bidingen
Auf dieser Seite sind die Bodendenkmäler in der schwäbischen Gemeinde Bidingen zusammengestellt. Diese Tabelle ist eine Teilliste der Liste der Bodendenkmäler in Bayern. Grundlage ist die Bayerische Denkmalliste, die auf Basis des Bayerischen Denkmalschutzgesetzes vom 1. Oktober 1973 erstmals erstellt wurde und seither durch das Bayerische Landesamt für Denkmalpflege geführt wird. Die folgenden Angaben ersetzen nicht die rechtsverbindliche Auskunft der Denkmalschutzbehörde.

## Bodendenkmäler der Gemeinde Bidingen

### Bodendenkmäler im Ortsteil Bernbach
| Lage                | Objekt | Akten-Nr.     | Bild |
| ------------------- | --- | ------------- | ---- |
| Bernbach (Standort) | Straße der römischen Kaiserzeit.                                                                              | D-7-8130-0028 |      |
| Bernbach (Standort) | Mittelalterliche und frühneuzeitliche Befunde im Bereich der Katholischen Pfarrkirche St. Johannes der Täufer | D-7-8130-0054 |      |

### Bodendenkmäler im Ortsteil Bidingen
| Lage                | Objekt | Akten-Nr.     | Bild |
| ------------------- | --- | ------------- | ---- |
| Bidingen (Standort) | Mittelalterlicher Turmhügel.                                                                                      | D-7-8130-0030 |      |
| Bidingen (Standort) | Grabhügel der Bronzezeit.                                                                                         | D-7-8130-0031 |      |
| Bidingen (Standort) | Abschnittsbefestigung vor- und frühgeschichtlicher Zeitstellung und Siedlung der Bronzezeit.                      | D-7-8130-0032 |      |
| Bidingen (Standort) | Grabhügel vorgeschichtlicher Zeitstellung.                                                                        | D-7-8130-0033 |      |
| Bidingen (Standort) | Grabhügel der Bronzezeit.                                                                                         | D-7-8130-0036 |      |
| Bidingen (Standort) | Grabhügel vorgeschichtlicher Zeitstellung.                                                                        | D-7-8130-0037 |      |
| Bidingen (Standort) | Burgstall des hohen und späten Mittelalters.                                                                      | D-7-8130-0038 |      |
| Bidingen (Standort) | Brandopferplatz der römischen Kaiserzeit.                                                                         | D-7-8130-0039 |      |
| Bidingen (Standort) | Körpergräber des frühen Mittelalters.                                                                             | D-7-8130-0041 |      |
| Bidingen (Standort) | Gräber der Bronzezeit.                                                                                            | D-7-8130-0050 |      |
| Bidingen (Standort) | Mittelalterliche und frühneuzeitliche Befunde im Bereich der Katholischen Pfarrkirche St. Pankratius in Bidingen. | D-7-8130-0052 |      |
| Bidingen (Standort) | Mittelalterliche und frühneuzeitliche Befunde im Bereich der Katholischen Filialkirche St. Magnus.                | D-7-8130-0057 |      |
| Bidingen (Standort) | Siedlung vorgeschichtlicher Zeitstellung.                                                                         | D-7-8130-0059 |      |
| Bidingen (Standort) | Mittelalterliche und frühneuzeitliche Befunde im Bereich der Katholischen Kapelle St. Stephan und Ulrich.         | D-7-8130-0068 |      |